# ヨセミテ国立公園
ヨセミテ国立公園（ヨセミテこくりつこうえん、Yosemite National Park [joʊˈsɛmɨti] ）は、アメリカ合衆国カリフォルニア州中央部のマリポサ郡及びトゥオルミ郡にある、自然保護を目的とした国立公園である。そこに住んでいたネイティブアメリカンの部族の呼称から名づけられた。
1864年、州立公園に指定。1890年、国立公園に指定。1984年、ユネスコの世界遺産（自然遺産）に登録された。

## 概要
公園の面積は3081平方キロメートル（東京都の約1.4倍）で、シエラネバダ山脈の西山麓に広がっている。ここには年間430万人以上（2017年）が訪れるが、そのほとんどが集まるのは公園全体の1%にも満たないヨセミテ渓谷（約18平方キロメートル）である。
1984年に世界遺産に登録され、そそり立つ白い花崗岩の絶壁、そこを流れ落ちる多くの巨大な滝、谷や木々の間を流れる澄んだ大小の川、ジャイアントセコイアの巨木の林、生物学的な多様性が世界的に知られることとなった。公園全体の約95%は原生地域に指定されている。ヨセミテは、第1号の国立公園であるイエローストーン国立公園より指定は遅いが、ガレン・クラーク (Galen Clark) やジョン・ミューア (John Muir) といった先達の貢献により、アメリカの国立公園の発展の上では中心的な役割を果たした。
ヨセミテ国立公園は、シエラネバダ山脈の中で最大規模の、最もまとまった動植物の生息地であり、生物の多様性を育んでいる。公園は高度600mから4,000mの地域を含み、大きく分けて次の5つの植生帯から成っている。低木・オーク林帯 (chaparral/oak woodland)、低地・低山植生帯 (lower montane)、高地・低山植生帯 (upper montane)、亜高山帯 (subalpine)、および高山帯 (alpine) である。カリフォルニア州には7,000種の植物が生えているが、そのうちの50%がシエラネバダ山脈にあり、20%以上がヨセミテ公園内に見られる。160種以上の稀少植物の植生地域があり、その形成にはヨセミテのたぐいまれな地質学的形成過程と、特異な土壌が寄与している。また、アメリカグマや、アライグマなどの哺乳類が約100種類、鳥類が200種類以上生息している。セコイアの大木でも有名である。
ヨセミテを地質学的に見ると、花崗岩が大部分を覆い、それより古い岩石が残りの部分を占めている。およそ1000万年前にシエラネバダ山塊が隆起し、その後傾斜したことにより、西側には緩やかな高原が、東側には急峻な山肌が生まれた。この隆起に伴って、川の流れは急になり、流れにえぐられて、深く、狭い渓谷・峡谷が形成された。次いで、約100万年前に、降り積もった雪と氷が氷河となって高山の草原帯を覆い、谷に沿って流れ下り始めた。氷期初めには、ヨセミテ渓谷を埋め尽くした氷の厚さは約1200メートルに達したと考えられている。この氷河の流れに削られたことによって、U字谷が現れた。

## 地理

### 位置

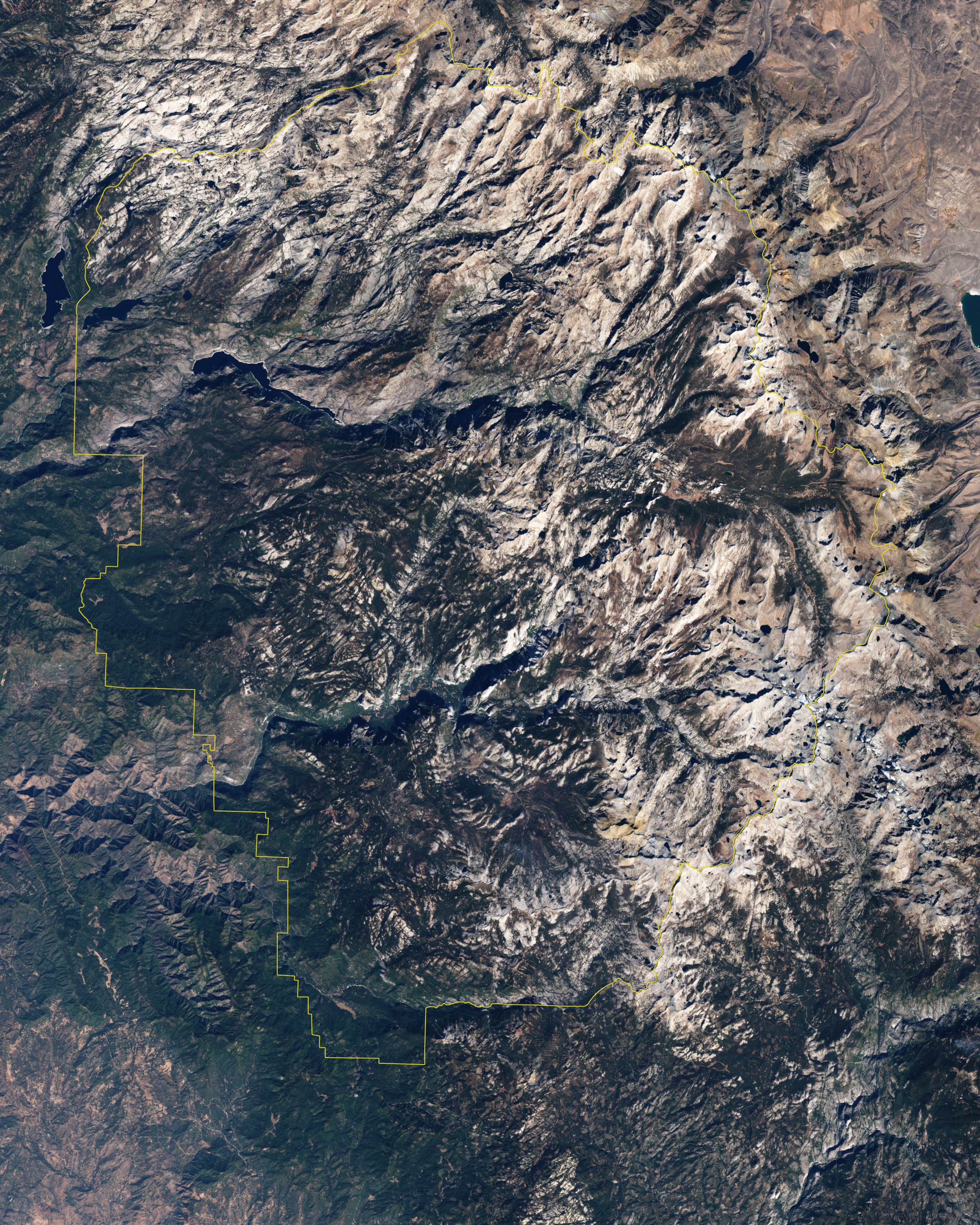
宇宙から見たヨセミテ国立公園。

ヨセミテ国立公園は、カリフォルニア州シエラネバダ山脈の中央部にある。サンフランシスコからは車で約3時間半、ロサンゼルスからは約6時間、サンバーナーディーノからは約7時間である。周りには原生地域が広がり、南東にアンセル・アダムス自然保護区域、北東にフーバー自然保護区域、北にエミグラント自然保護区域がある。
公園の面積は3,080km2で、およそロードアイランド州の面積に匹敵する。何千もの湖沼、2600kmの渓流、1,300kmのハイキング・トレイル、560kmの道路がある。自然・景勝河川として連邦政府に指定されたマーセド川とトゥオルミ川は、ヨセミテの域内を流れた後、シエラネバダ山脈の麓を西へ通ってカリフォルニアセントラルヴァレーへ流れ込む。年間の来場者は430万人を超え、ほとんどの人がヨセミテ渓谷の約18km2のエリアに集まる。

### 岩石
ヨセミテの地形のほとんどは、シエラネバダ・バソリス（バソリスとは、地中深くで従来の岩石に貫入した火成岩の大きな塊をいう）の花崗岩からできている。その他5%（主に公園の東端、ダナ山近く）は、変成作用を受けた火山岩と堆積岩でできている。これらの岩石は「ルーフ・ペンダント」と呼ばれるが、それは花崗岩の上に乗った屋根のような状態を示すからである。
隆起によって形成された岩石の節理（割れ目）に浸食作用が働くことによって、現在の渓谷、ドームなどの地形が生み出された。節理が生じる間隔は、花崗岩及び花崗閃緑岩に含まれる二酸化ケイ素（シリカ）の量による。二酸化ケイ素の含有量が多いほど、岩石の強度は増し、節理の間隔は広くなる。
ワシントン・コラムやロスト・アローのような岩柱は、節理が交差して生まれる。こうした岩石の節理に対する浸食作用の中でも、この数百万年の間で最も大きかったのが、アルプス型の氷河によるものであった。それまで河川によってV字型に削られていた谷は、氷河によってU字型の渓谷になった（ヨセミテ渓谷やヘッチ・ヘッチー渓谷がそれに当たる）。また、節理どうしの間隔が広い花崗岩に、剥離作用（深成岩の結晶が表面で膨張する傾向によって生じる）が加わることによって、現在のハーフドームやノースドームといったドーム地形、ロイヤル・アーチのようなアーチ地形が生まれた。

### 有名なポイント

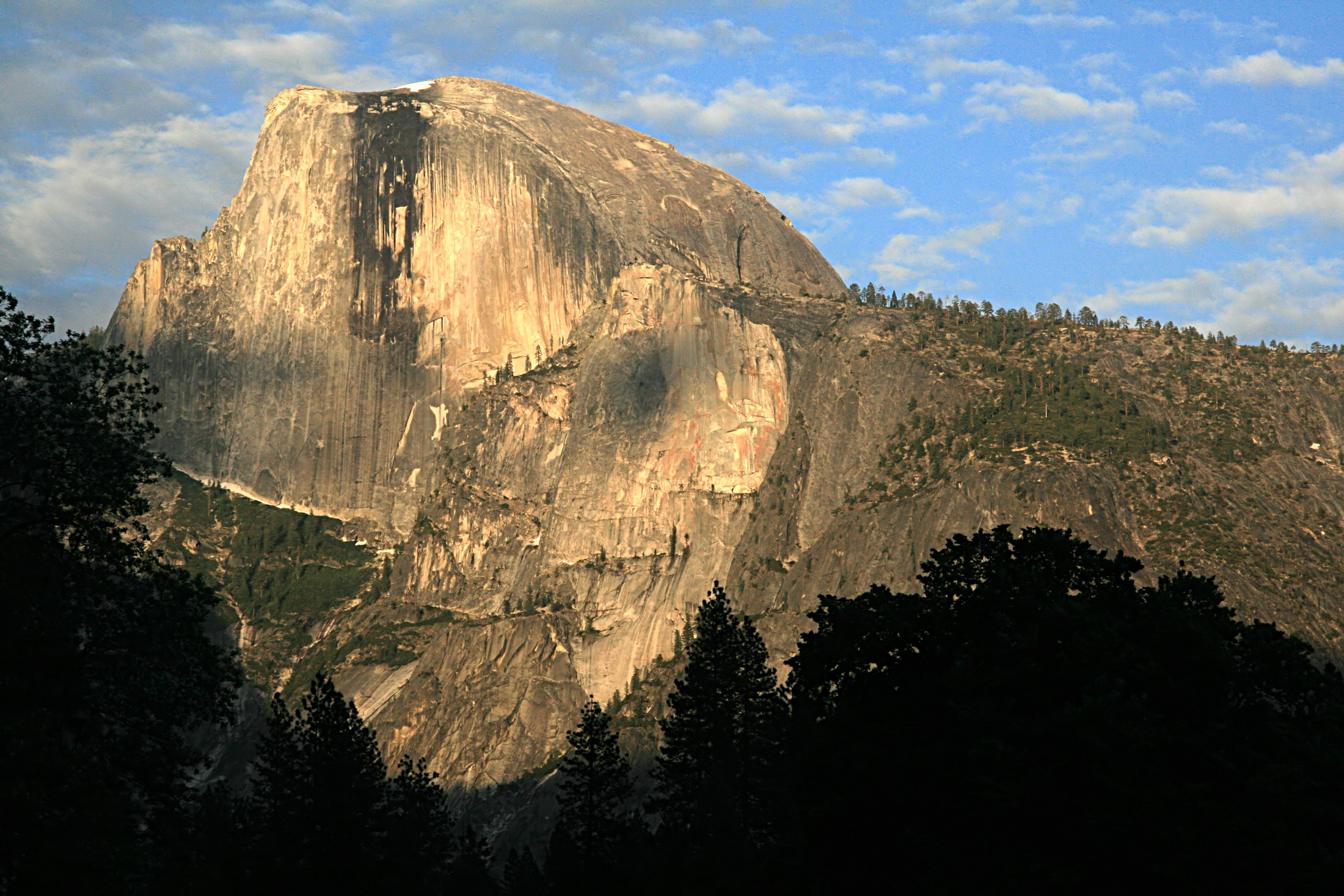
ハーフドーム

ヨセミテ渓谷は、国立公園全体の1%にすぎないが、ほとんどの観光客が訪れ、滞在する場所である。エル・キャピタンは、花崗岩の絶壁であり、様々なクライミング・ルートがあること、1年を通じて登れることから、世界中でも人気の高いロッククライミングのスポットである。花崗岩ドームのセンチネルドーム、ハーフドームはそれぞれ渓谷の底から約1160メートル、1470メートルの高さがある。

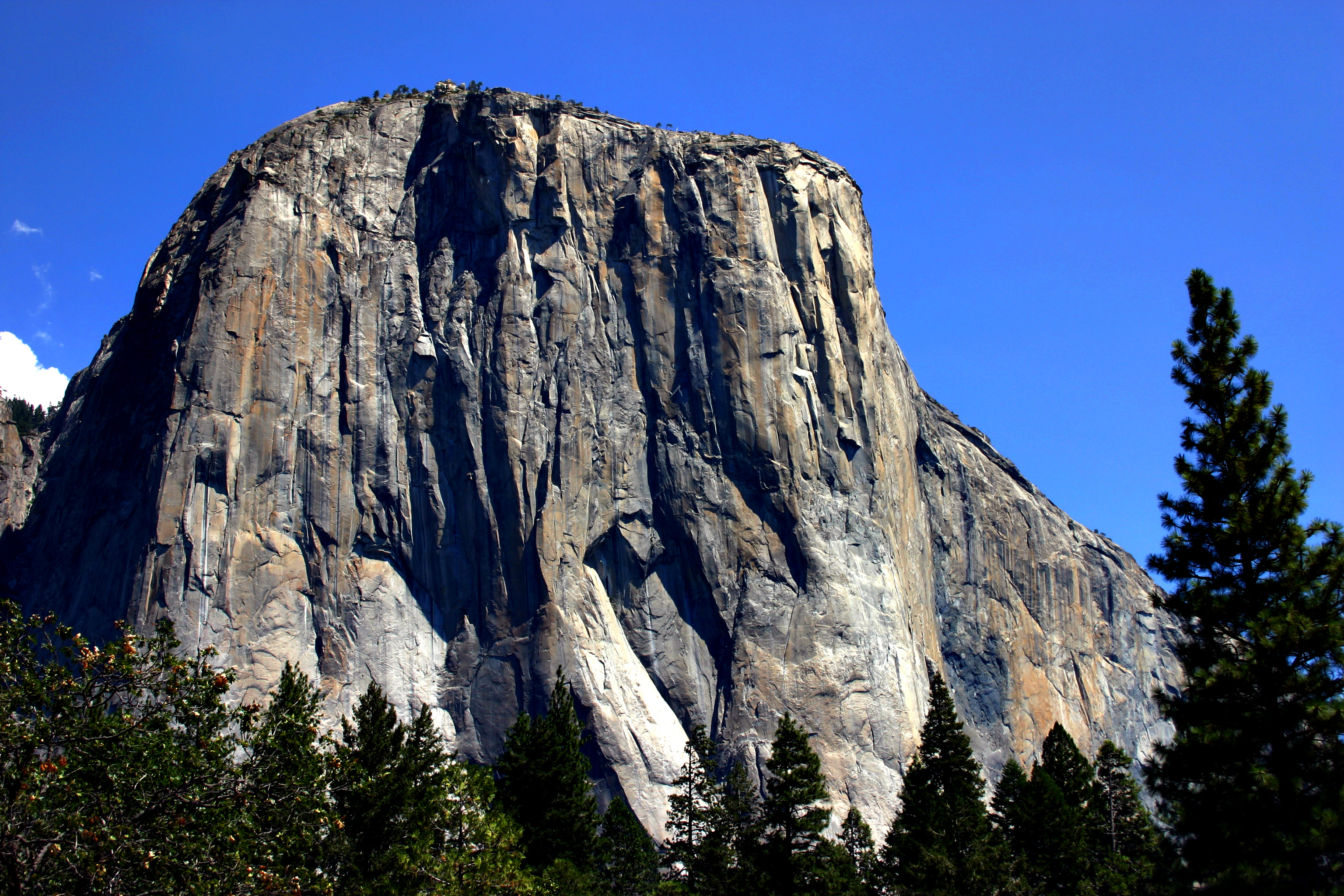
エル・キャピタン

ヨセミテには、トゥオルミ・メドウズ、ダナ・メドウズ、クラーク・レンジ、カセドラル・レンジ、クナ・クレストといった美しいエリアが数多くある。シエラネバダの尾根とパシフィック・クレスト・トレイルがヨセミテを縦走し、ダナ山、ギブズ山のような赤色変成岩の峰、コネス山のような花崗岩の峰がある。ライエル山は公園の中での最高峰である。
古代のセコイアデンドロン（ジャイアントセコイア）の林が、マリポサ・グローブ（200本）、トゥオルミ・グローブ（25本）、マーセド・グローブ（20本）の3か所ある。セコイアデンドロンは、他のどんな木よりも巨大に成長する植物で、体積でも寿命でも際立っている。最後の氷期が始まる前には、今よりずっと広範囲に生えていた。

### 水系

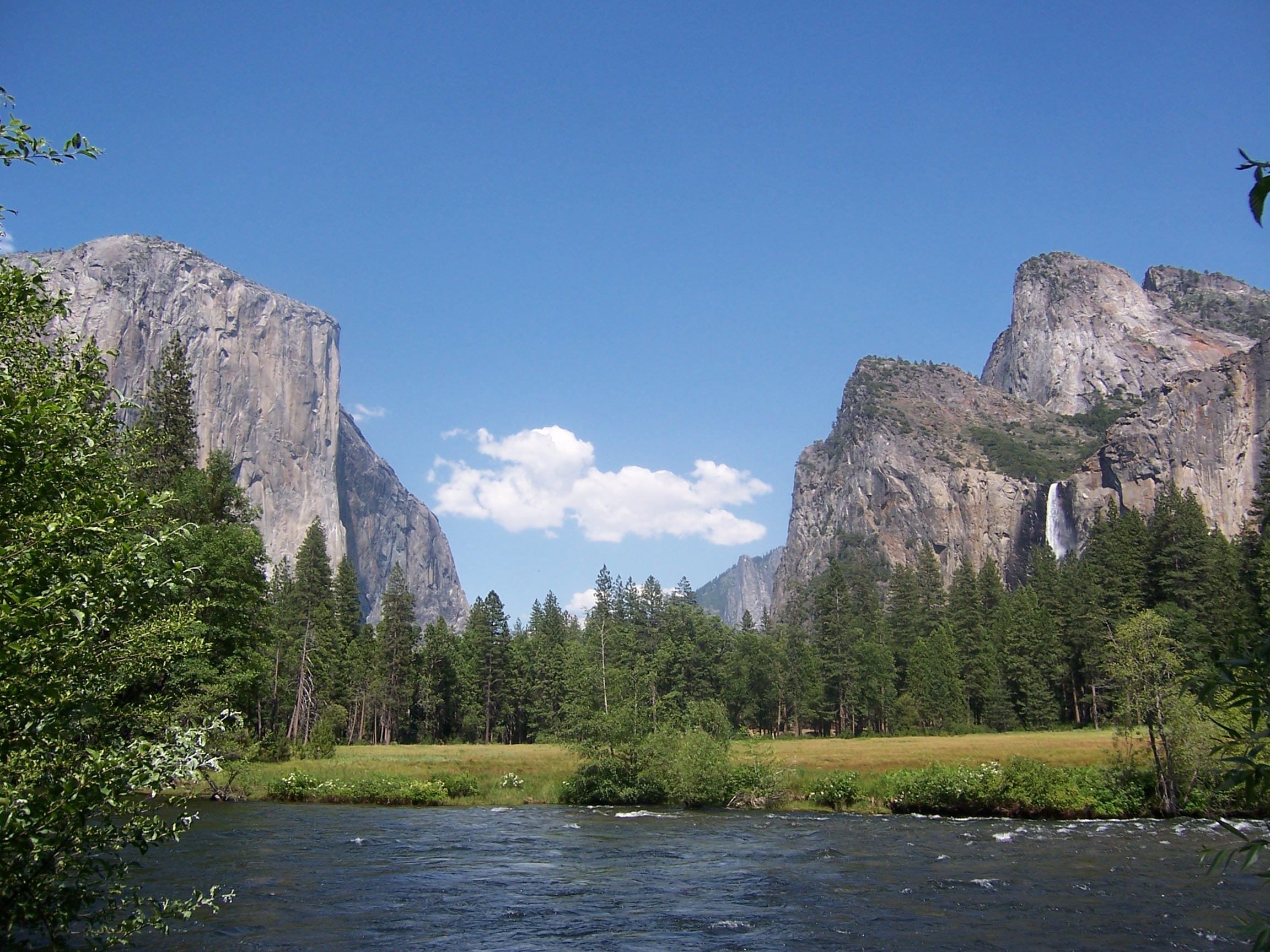
ヨセミテから流れ出すマーセド川。

トゥオルミ川とマーセド川の水系は、公園内のシエラネバダ山脈の尾根に沿って流れ出し、およそ910mから1,200mの深さの渓谷を作り出している。トゥオルミ川は公園の北半分、約1800km2の範囲の水を集め、マーセド川は公園の南側の峰々、カセドラル・レンジやクラーク・レンジに源流を発し、約1320km2の範囲から水を集める。
氷河、洪水、河川の流れなど、水の作用は、公園の地形の形成に大きな役割を果たした。また、公園内には約3200の湖（100m2超）、二つの貯水池、2700kmに及ぶ河川があり、これらも上記の二つの大きな水系の一部をなす。湿地は、公園各所の渓谷の底に見られ、これも季節的な洪水や地下水の動きなどを通じて近くの湖・河川と水系的につながっていることが多い。草地の動植物生息域は標高910mから3,400mの範囲に散らばっているが、多くが湿地である。河川沿いの動植物生息域も、同様に多くが湿地である。

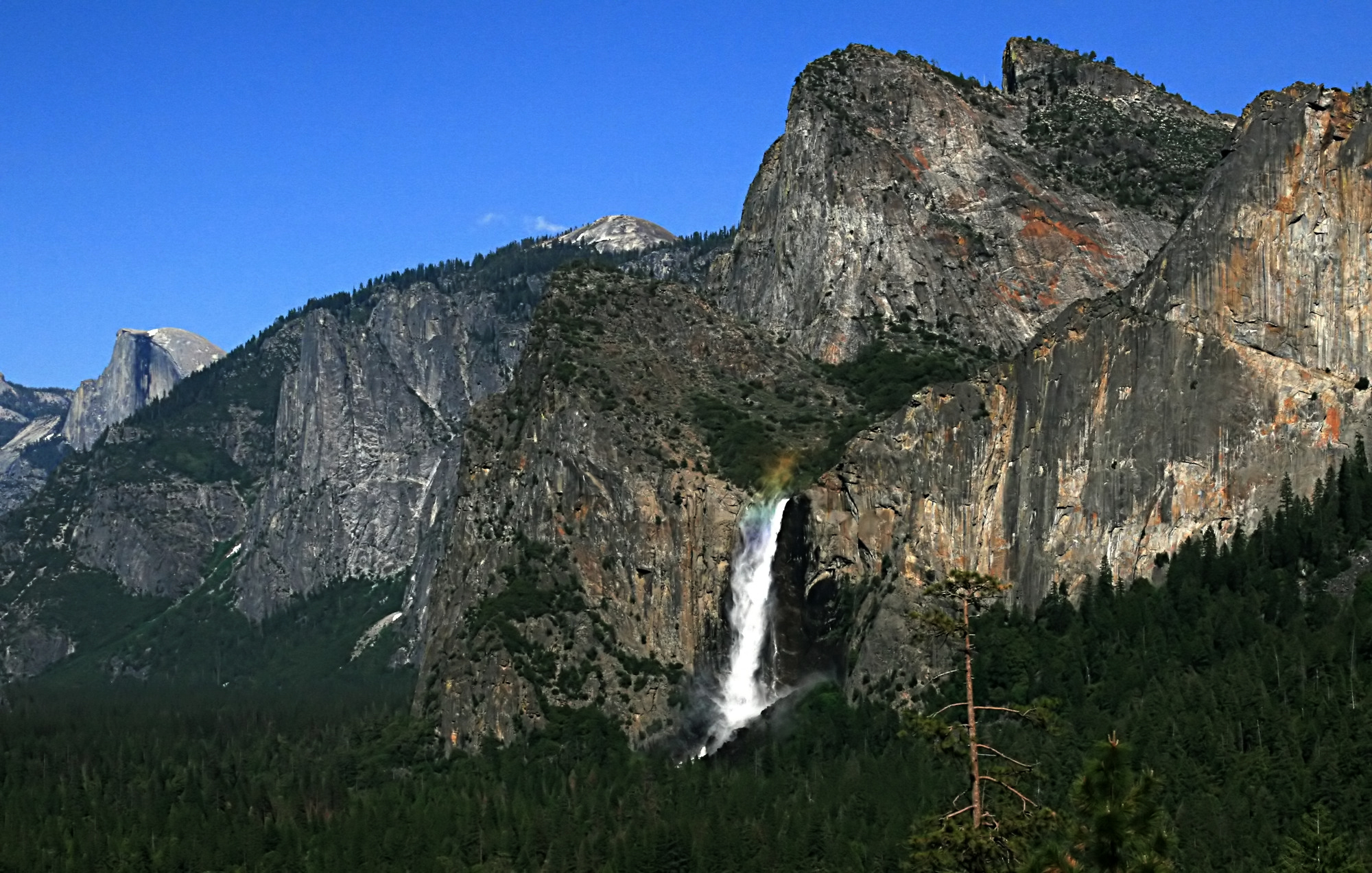
U字谷から流れ落ちるブライダルベール滝。

ヨセミテは、狭い地域に多数の滝が集まっていることで知られる。急峻な崖、氷河の段差、懸谷（氷河の本流に向かって落ち込んでいる支流の谷）などが多いため、特に雪解けの4月から6月にかけては滝が生まれる条件がそろっている。ヨセミテ渓谷にある739メートルのヨセミテ滝は、北アメリカで最も高い滝である。同じくヨセミテ渓谷にあるリボン滝は、491メートルであるが、水が一気に垂直に落下する距離においては最も高い。ヨセミテ渓谷の中でも有名なのが、ワウォナ・トンネルの東出口のトンネル・ビューポイントから見えるブライダルベール滝である。ヘッチ・ヘッチー渓谷のワパマ滝もまた素晴らしい滝である。そのほか公園内には一時的に生まれて消える滝が何百とある。
氷河は、1日中日陰になる北側又は北東側斜面の圏谷などに、比較的小規模に見られる。ライエル・グレイシャーは、ヨセミテ最大の氷河であり、65ヘクタールある。現在ある氷河は、ヨセミテの景観を作り出した巨大な氷期の大氷河が残ったものではない。氷期が終わった後に訪れたネオグラシエーションの一時期に形成されたものである。気候変動により、世界中にある氷河の数もサイズも大幅に小さくなっている。ジョン・ミューアが1871年に発見してヨセミテの起源と氷河の関係についての彼の理論を支えたマーセド・グレイシャーなど、ヨセミテの多くの氷河も消失し、地表面積にして75%までが失われてしまった。

### 気候
ヨセミテの気候は地中海性気候であり、冬に降水（降雪）が集中し、そのほかの季節はほとんど雨が降らない（長く暑い夏の間の降水量は年間降水量の3%未満である）。地形性大気上昇の効果により、約2400mまでは標高が上がるにつれて降水量が増し、そこを超えると頂上に向かって徐々に降水量が減少する。1200メートル地点の降水量は915mm、2600メートル地点では1200mmである。高地でも11月までは通常降雪は見られない。積もった雪は3月から4月初めまで残る。
1日の最高気温は、標高2600mのトゥオルミ・メドウズで冬は-3.9°Cから夏は11.5°Cである。標高1560mのワウォナ・エントランスでは冬2°Cから夏19°Cである。1500m以下の低地では気温がもう少し高く、標高1209mのヨセミテ渓谷では最高気温は冬8°Cから夏32°Cである。一方標高2400mを超える高所では、夏の雷雨が頻繁に訪れることと7月まで残雪があることから、夏の暑さはやわらいでいる。植生が乾燥し、相対湿度が低い上に、雷雨が重なるため、雷による山火事も多い。

## 歴史

### ネイティブ・アメリカンの時代

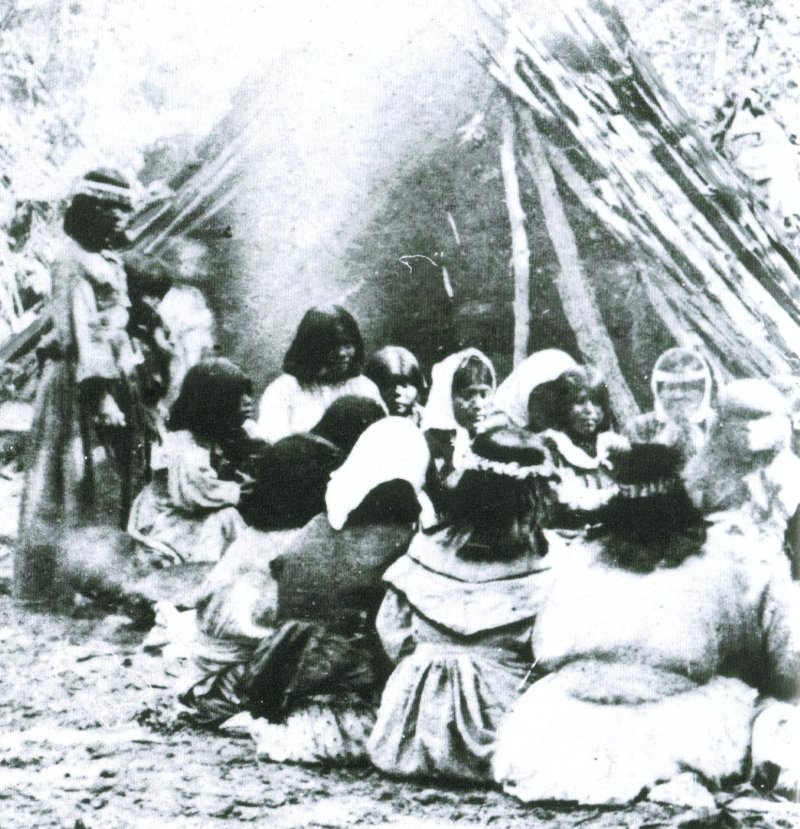
パイユート族の儀式（1872年、現在のヨセミテ・ロッジ）。

この地域には、白人が入植するはるか昔、パイユート族とシエラ・ミウォク族の人々が住んでいた。白人が入った時、ヨセミテ渓谷に住んでいたのはアワニチ族と呼ばれるネイティブ・アメリカンであった。
アワニチ族は、パイユート族などいくつかの部族から出奔した者が集まった部族で、テナヤ酋長が率いていた。彼らは、この土地を「大きな口」という意味の「アワニー (Ahwahnee)」と呼び、自らをアワニーに住む人々という意味でアワニチ (Ah-wah-ne-chee) と呼んでいた。一方、彼らは、これと対立関係にある穏やかなミウォク族からは、恐れを込めて、「殺し屋たち」という意味のYohhe'metiと呼ばれていた。
白人としてヨセミテ渓谷を発見したのは、アメリカ陸軍ジム・サヴェジ少佐が率いるマリポサ歩兵大隊であり、1851年のことであった。19世紀半ばのカリフォルニア・ゴールドラッシュによって、カリフォルニアに流入する白人の数が激増する中、同大隊は、マリポサ戦争と呼ばれる戦いの中、約200人のアワニチ族を追って、ヨセミテ渓谷の西端まで来た。

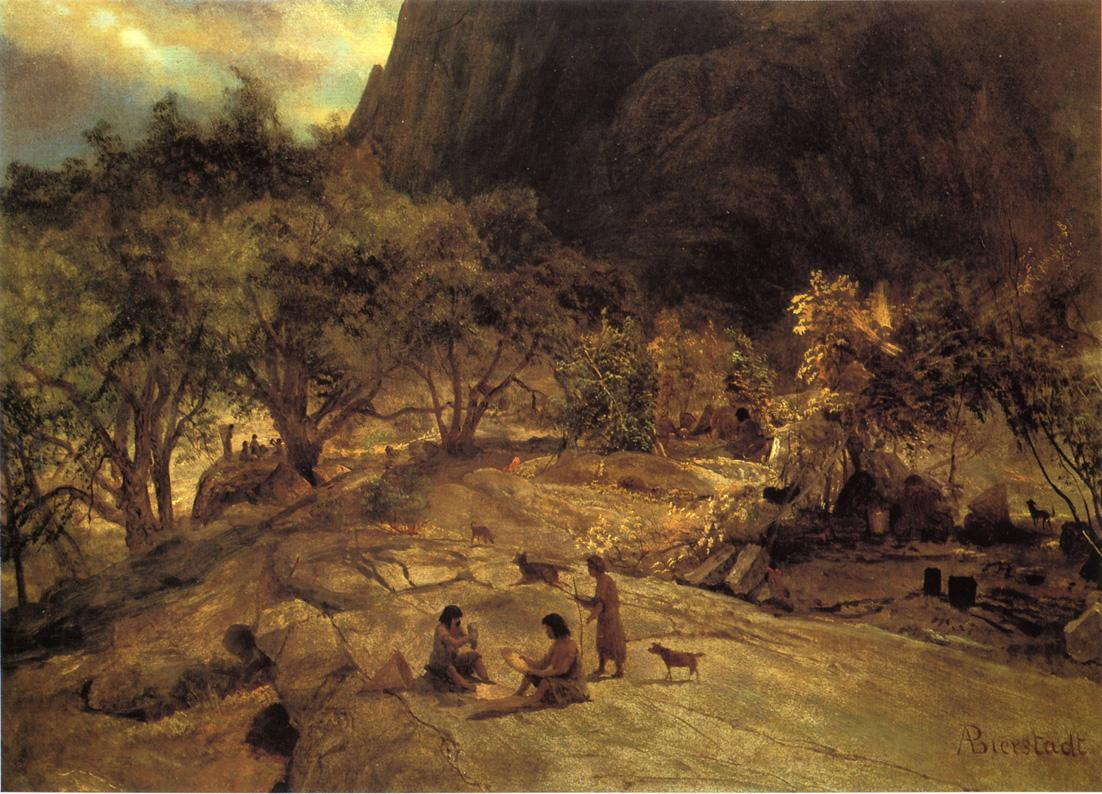
マリポサのインディアンの宿営（アルバート・ビアスタット画）。

この地を「ヨセミテ」と名付けたのは、サヴェジ少佐の部隊に従軍していた医師ラファイエット・バンネルであるとされる。バンネルは、アワニチの人々がこの土地を指していた「アワニー」という名前ではなく、この人々に対するミウォク族からの呼び名であり、よりアメリカ的であると感じられた「ヨセミテ (Yo-sem-i-ty)」という名称を採用することにした。前述のとおり、これは「殺し屋たち」という意味のミウォク語 (Yohhe'meti) であるが、バンネルやサヴェジ少佐は、発音が似ている、グリズリーベアを指すミウォク語 (ïhümat.i or ïsümat.i) と勘違いをしていた。
なお、テナヤ酋長とアワニチの残党は、結局捕らえられ、その村は焼かれてしまった。そしてカリフォルニア州フレズノのインディアン居留地に移転させられた。一部は後にヨセミテ渓谷に戻ることを許されたが、1852年春に鉱夫8人を襲う事件を起こした。彼らは東方のモノ湖へ逃げ、近くのモノ族にかくまってもらった。しかし、モノ族から馬を盗んだことで探し出され、1853年モノのパイユート族に殺された。テナヤ酋長は殺され、生き残った者はモノ湖に連れ戻され、モノ湖のパイユート族に同化してしまった。アワニーのインディアン村は、現在、ヨセミテ渓谷ビジター・センター隣のヨセミテ博物館の裏手に再現されている。

### 初期の観光

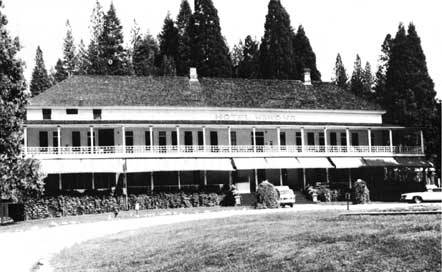
ワウォナ・ホテル

1855年、起業家のジェームズ・メイソン・ハッチングズ、画家のトマス・エアーズほか2人が旅行者として初めてこの地を訪れた。ハッチングズはこの時や後の旅行について記事や本を書き、また、エアーズのスケッチはヨセミテの景観を初めて正確に伝えるものとなった。写真家チャールズ・リンダー・ウィードは1859年に初めてヨセミテの写真を撮った。後には写真家のアンセル・アダムスも登場した。
ワウォナ (Wawona) は、現在の公園の南西部にあったインディアンの宿営地であった。入植者ガレン・クラークは、1857年、ワウォナでセコイアデンドロン（ジャイアントセコイア）の森マリポサ・グローブを発見した。簡易な宿泊設備や、そこに至る道路が設けられた。1879年、マリポサ・グローブを訪れる旅行者のために、ワウォナ・ホテルが建てられた。旅行者が増えるに従って、トレイルやホテルの数も増えた。
ワウォナ・ツリー、別名トンネル・ツリーは、マリポサ・グローブにあった有名なジャイアントセコイアの木で、高さ69メートル、外周27メートルあった。1881年、樹木下部にトンネルが切り開かれ、旅行者には人気の写真撮影スポットとなった。19世紀には荷馬、20世紀には自動車が、この木の下の道路を通っていたが、1969年、降り積もった雪で倒壊した。樹齢は2300年と推定されている。

### ヨセミテ・グラント

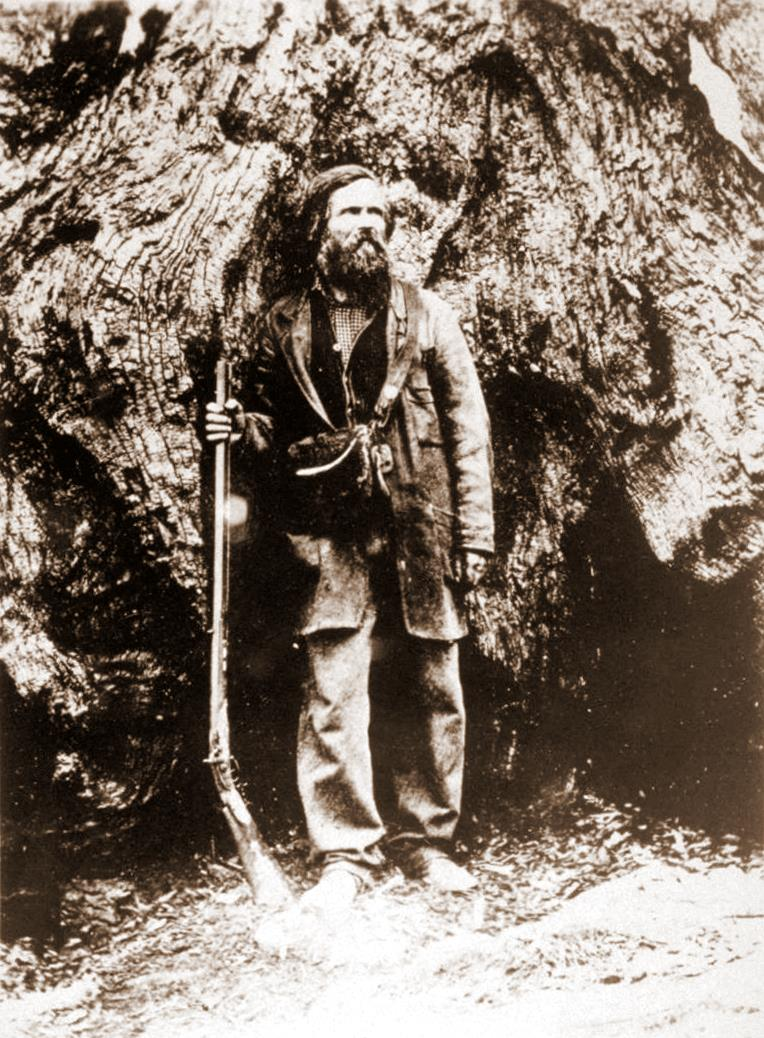
ガレン・クラーク

観光名所化が進むにつれて、ガレン・クラークや上院議員ジョン・コネスらは、乱開発を懸念してこの地域の保護を訴え始めた。法案が連邦議会の両院を通過し、大統領エイブラハム・リンカーンが1864年6月30日これに署名したことで、ヨセミテ・グラントが設立された。これは、連邦政府が保護と公共利用のために公園を指定した最初の例であり、後にイエローストーンが最初の国立公園として設立された際にも先例となった。ヨセミテ渓谷とマリポサ・グローブは、カリフォルニア州に州立公園として譲渡され、2年後に理事会が組織された。
ガレン・クラークは、理事会からヨセミテ・グラントの初代管理者に任命されたが、クラークも理事らもホームステッド法に基づく入植者（その1人がハッチングズであった）を立ち退かせる権限は持っていなかった。この問題は、1875年にホームステッド法による占有権が無効になるまで解決しなかった。1880年、クラークと現職理事らは更迭され、ハッチングズが新しい管理者となった。
公園へのアクセスや、ヨセミテ渓谷内での滞在環境はかなり改善した。1869年に大陸横断鉄道が完成してから、観光客の数は大きく増えたが、公園まで長い時間馬に乗らなければいけないのが障害であった。1870年代中頃、3本の馬車道が整備されたことにより、ヨセミテ渓谷への行き来の便は大幅に改善した。
スコットランド生まれの博物学者ジョン・ミューアが書いたこの土地についての論文は、社会の科学的関心を引いた。彼は、当時の通説に反対して、ヨセミテ渓谷の地形が氷河によって形成されたことを理論化した最初の人物の1人である。

### 国立公園の創設

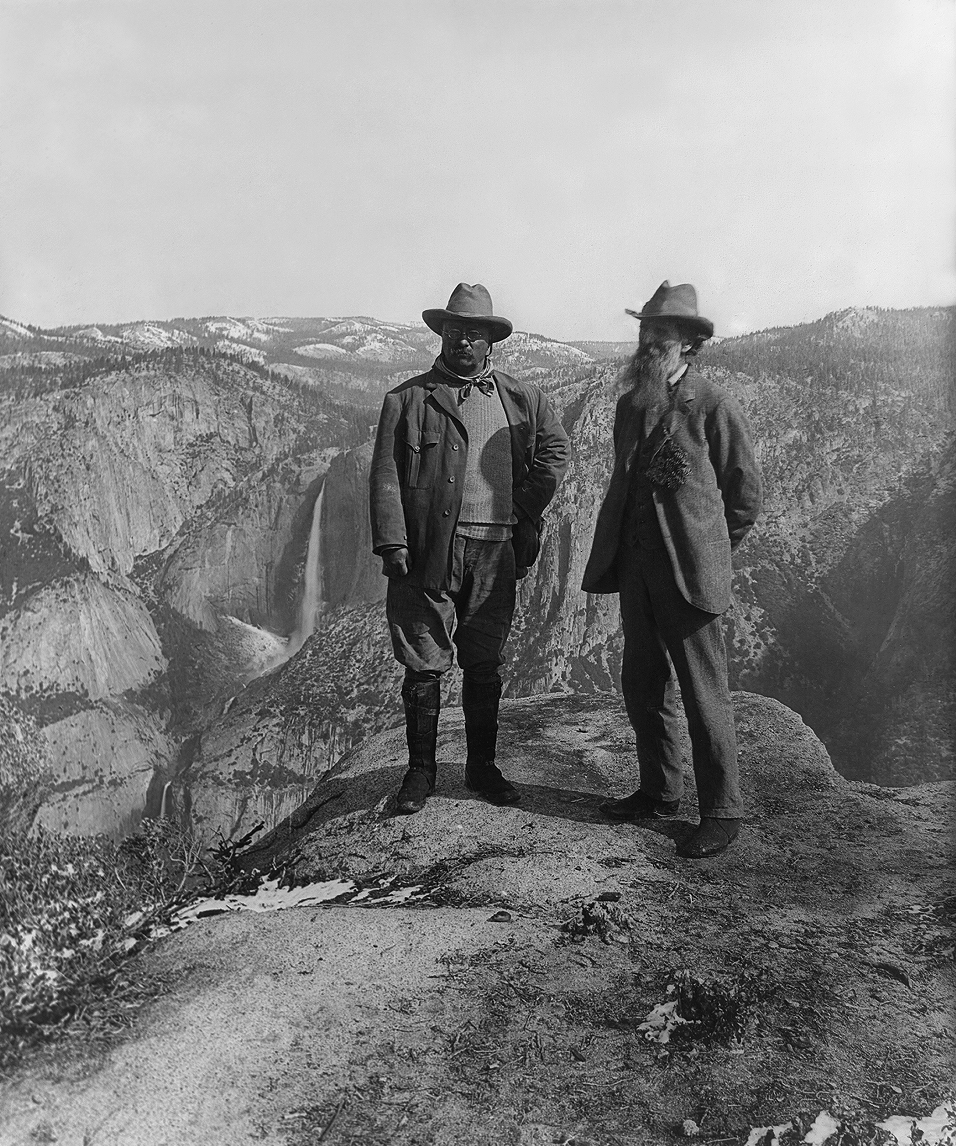
グレイシャー・ポイントに立つセオドア・ルーズベルト（左）とジョン・ミューア。

ヨセミテでは、草地への過度の放牧（特に羊）や、ジャイアントセコイアの伐採が見られるようになり、ミューアは保護を更に推し進める必要があると考えた。彼は、センチュリー・マガジン誌の編集者ロバート・U・ジョンソンなど、ヨセミテを訪れた有力者に、この地を連邦政府の保護下に置くべきだと説いた。ミューアとジョンソンは連邦議会へのロビー活動を行い、それが実って1890年10月1日にヨセミテ国立公園が設立された。ただし、ヨセミテ渓谷とマリポサ・グローブについてはカリフォルニア州の管理下に残った。また、ミューアは、ヨセミテの高地での放牧を事実上禁止するよう、地方政府の説得にも尽力した。
ヨセミテ国立公園は、1891年5月19日、アメリカ陸軍第4騎兵連隊の管轄下に入り、同連隊がワウォナにキャンプを設けた。しかし、軍には、カリフォルニア州が管轄するヨセミテ渓谷とマリポサ・グローブの環境悪化について介入する権限がなかった。
ミューアと、彼が創設したシエラクラブは、州が管理しているヨセミテ渓谷とマリポサ・グローブを連邦政府のヨセミテ国立公園に統合するよう、政府や有力者へのロビー活動を続けた。1903年5月、大統領セオドア・ルーズベルトがグレイシャー・ポイント近くでミューアとともに3日間のキャンプを行った。この時、ミューアは大統領にヨセミテ渓谷とマリポサ・グローブをカリフォルニア州から連邦政府へ移管させるよう説いた。そして、1906年、両地域を連邦政府に移管・統合する法律が成立し、大統領はこれに署名した。

### 国立公園局による管理と保護
アメリカ合衆国国立公園局は1916年に設立され、ヨセミテも同局に移管された。トゥオルミ・メドウズ・ロッジ、タイオガ・パス・ロード、またテナヤ湖、マーセド湖のキャンプ地も同じ年に完成した。全天候対応のハイウェイが建設されてからは、公園内に入る自動車の数が急増した。1926年には、アンセル・フランクリン・ホールの尽力により、ヨセミテ博物館が開館した。
1903年、公園北部のヘッチ・ヘッチー渓谷に、サンフランシスコ市内へ水と電力を供給するためのダム建設計画が持ち上がった。ミューアやシエラクラブをはじめとする保護論者（プリザベーショニスト）はこれに反対したが、ギフォード・ピンチョットら、環境保護と天然資源の利用の調和を主張するコンサベーショニストと呼ばれる人々は計画を支持した。1913年、連邦議会はオショーネシー・ダムの建設を認めるレイカー法を可決した。
その後、保護論者の主張を受けて、連邦議会は公園の89%に当たる27万4200ヘクタールを「ヨセミテ自然保護区域」に指定した。国立公園局は、夜間、グレイシャー・ポイント近くの岩壁から赤い火の塊を落とす「ファイアフォール（火の滝）」というイベントが行われていて呼び物になっていたのをやめさせるなど、本来の自然に反する集客イベントの廃止を進めた。また、夏期の交通混雑も大きな問題となった。現在、自動車で公園を通り抜けることは可能であるが、園内では無料のシャトルバスが数路線走っており、これを利用することが推奨されている。
1984年、ヨセミテ国立公園はユネスコの世界遺産（自然遺産）に登録された。
2020年、新型コロナウイルス感染症の拡大から、ヨセミテを含むアメリカ各地の国立公園は閉鎖を余儀なくされた。2025年、第二次トランプ政権の方針で、国立公園局を含む公務員の大幅削減が行われ、ヨセミテ公園内のキャンプ場の予約販売が中止されるなどの影響が出た。

## 地質

### 地殻運動と火山活動

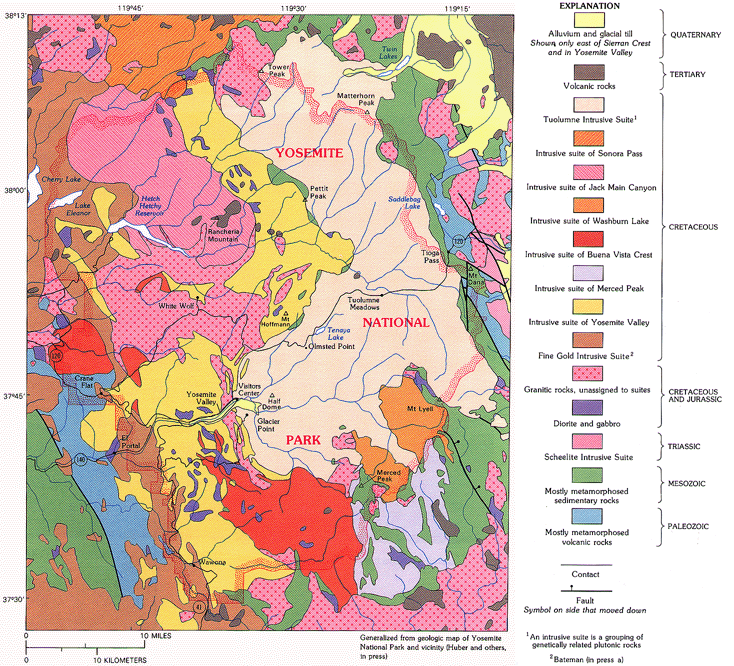
ヨセミテの地質図（アメリカ地質調査所）。

現在のヨセミテ国立公園の区域は、先カンブリア時代と古生代初期には非活動的大陸縁辺部にまたがるように位置していた。大陸部から流れ出した土砂が浅い水に積もって堆積物が形成された。この堆積岩はその後変成作用を受けて変成岩となった。
ファラロン・プレートの北アメリカプレートへの沈み込み帯から発する熱により、デボン紀後期からペルム紀にかけて、原始北アメリカ大陸の西海岸に火山の島弧が生じた。これらの岩石は、後のジュラ紀のマグマ活動により貫入を受け、この時地中にシエラネバダ・バソリスの原型ができた。一方、従来の岩石は、更にその後隆起と浸食が進んだことにより、現在では95%が失われている。
最初の広域的な深成岩の貫入は、2億1000万年前ころ（三畳紀後期）に始まり、2億1000万年前ころ（ジュラ紀）まで続いた。同じころ、ネバダ造山運動によりネバダの山脈（古代シエラネバダとも言われる）が4600mの高さまで隆起した。これによってシエラネバダ・バソリスの形成が進み、組成上ほぼ花崗岩といってよい岩石が、地下9.7キロメートルのところに生じた。2回目の大きな深成岩形成は、白亜紀中のおよそ1億2000万年前から8000万年前までの間に起きた。これはセヴィア造山運動の一部である。
2000万年前（新生代）から、500万年前までの間、カスケード山脈の現在は活動を休止した火山が噴火し、大量の火山性物質を降らせ、ヨセミテ地域より北方の地域を覆った。500万年前以降も、モノ湖やロング・バレーなど、現在の公園域の東方で火山活動は続いた。

### 隆起と浸食
1000万年前、断層に沿った垂直運動により、シエラネバダ山脈の隆起が始まった。これによって山脈の西側を流れる川の勾配は次第に急になり、流れの速度も増したため、渓谷の浸食のスピードは速まった。東へ大きな断層ができると、再び隆起が起こり、オーエンズ・ヴァレーが形成された。シエラネバダ山脈の隆起は、200万年前（更新世）にも起こった。
こうした隆起と浸食作用が進むにつれ、地中の花崗岩は地表に表れ、その結果、岩石表面の剥離が起きて丸いドームが出現したり、主に垂直方向の節理（割れ目）が生じて岩崩れなどが起きたりした。更新世の氷河もこうした現象を助長した。渓谷が削られることによって崖錐や漂礫土といった堆積物が生じた。
多数の垂直方向の節理によって、浸食の起こる場所や起こり方は違った。長く、まっすぐで、非常に深い割れ目は、多くが北東又は北西に向かっており、平行に、そしておおむね等間隔に伸びていた。こうした割れ目は、隆起に伴う圧力の緩和や、上層に載っていた岩石の浸食による消失によって生じたものである。

### 氷河による造形

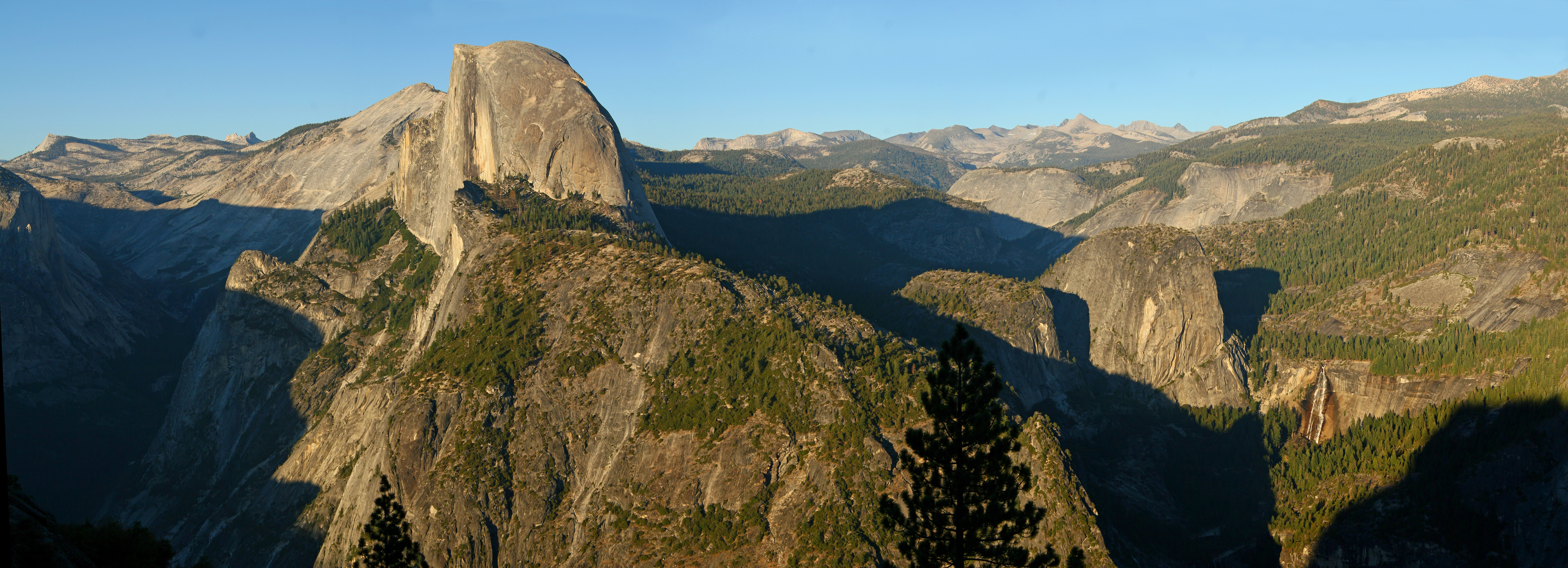
グレイシャー・ポイントからの眺め。

200〜300万年前から、何度かの氷期によってこの地域の地形は変容し、それが約1万年前まで続いた。シエラネバダには、少なくとも4回の氷期が訪れ、それぞれシャーウィン（または先タホー）、タホー、テナヤ、タイオガと呼ばれている。中でもシャーウィン氷期の氷河は規模が大きく、ヨセミテ渓谷や他の渓谷は氷河で埋め尽くされた。この時の氷河がヨセミテ渓谷等の地形を主に形作ったものと考えられる。
ヨセミテ地域では、氷河の深さは1200メートルにまで及び、最も大きなものはトゥオルミ川の大渓谷を97キロメートルにわたって流れていた。マーセド氷河はヨセミテ渓谷から、マーセド川峡谷へと流れていた。リー・ヴァイニング氷河は、リー・ヴァイニング渓谷を削り出し、ラッセル湖（氷期のモノ湖で、今よりずっと大きかった）に流れ込んでいた。氷河から頭を出していたのは、ダナ山やコネス山などの最高峰だけであった。氷河の後退期には、土手状のモレーン（堆石）ができ、湖ができた。例えば、ヨセミテ湖は、8.9キロメートルに及ぶ浅い湖であり、定期的にヨセミテ渓谷の谷底の広い範囲を水で覆った。

## 生物

### 植生と野生動物

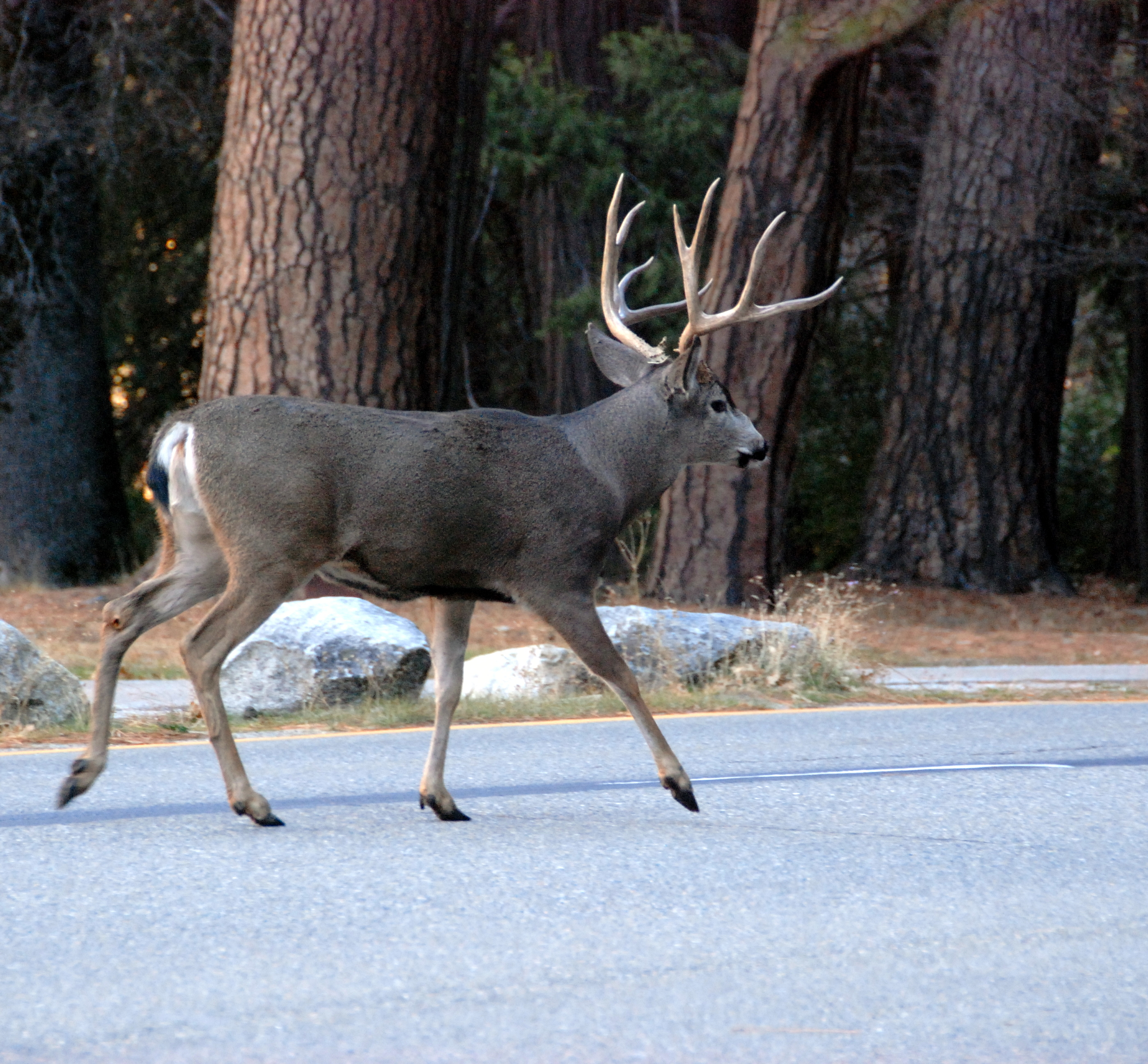
ヨセミテ渓谷のミュールジカ。

ヨセミテ国立公園には、日差しの強いチャパラルと呼ばれる低木林、マツ・モミ・セコイアの森、高山性の林地や草地など、ヨーロッパ系アメリカ人が入植する前の植生が保存されている。周囲の土地が伐採によって大きく変わってしまったのに対し、公園内には今も約9万1260ヘクタールの原生林が残っている。魚類、両生類、爬虫類、鳥類、哺乳類といった脊椎動物は250種以上生息している。
ヨセミテの西境に近い、比較的標高の低い地帯には、ポンデローサマツ、サトウマツ、オニヒバ、ベイモミ、ベイマツ（ダグラスファー）、セコイアデンドロン（ジャイアントセコイア）などの針葉樹林が広がっている。その中にカリフォルニアブラックオーク（クロガシ）、キャニオンライブオークなどが散在している。比較的温和な気候や、多様な植生により、野生動物も数々生息している。この地域ではアメリカグマ、ボブキャット、ハイイロギツネ、ミュールジカ、マウンテンキングスネーク、ギルバートトカゲ、シロガシラキツツキ、アメリカキバシリ、ニシアメリカフクロウ、また多種のコウモリが見られる。
より標高の高い地帯に行くと、針葉樹以外は少なくなり、カリフォルニアアカモミ（モミ属）、モンチコラマツ、ジェフリーマツ、コントルタマツ、たまにフォックステイルパイン（マツ属）などが生えている。標高が高いことと、植生の変化が少なくなることから、生息する動物の種類もそれほど多くはない。ここで見られる動物としては、キンイロジリス、アメリカアカリス、フィッシャー、ステラーカケス、チャイロコツグミ、オオタカなどがある。爬虫類は少ないが、ラバーボア（ボア科）、ニシカキネハリトカゲ、キタアリゲータートカゲなどがいる。

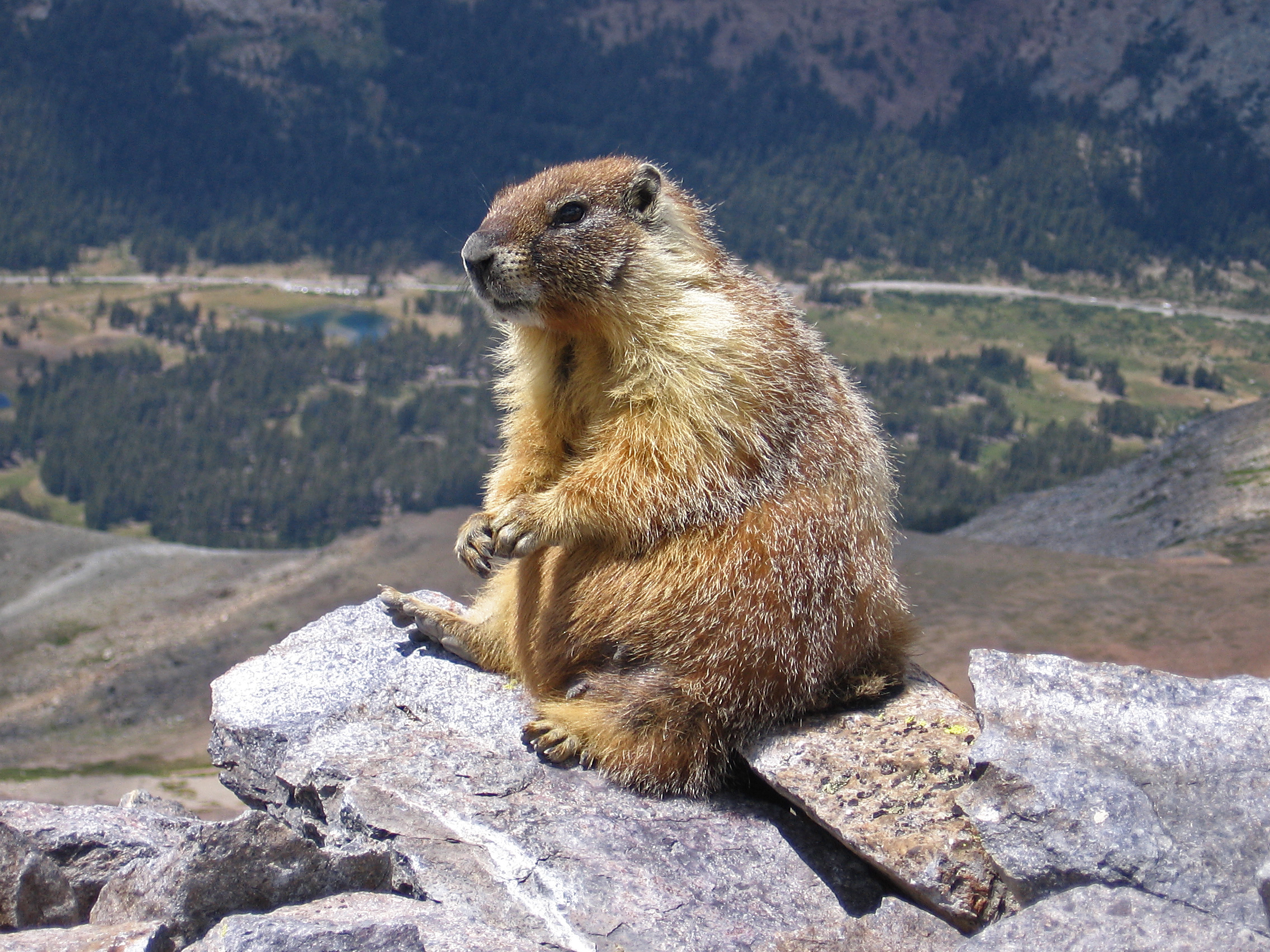
キバラマーモット (Marmota flaviventris)。ダナ山の頂にて。

更に標高が高くなると、木々のサイズは小さくなり、間隔もまばらになってきて、木立と木立の間が、露出した花崗岩で分断されるようになる。コントルタマツ、アメリカシロゴヨウ（マツ属）、ミヤマベイツガ（ツガ属）なども、最も標高の高い地帯では生育が難しくなり、樹木限界線に達する。こうした地帯では、気候も厳しく、成長に適した季節も短いが、ナキウサギ、キバラマーモット、オジロジャックウサギ（ウサギ科）、ハイイロホシガラス、クロハギマシコ（アトリ科）などはそのような環境に適応している。また、樹木のない高原はシエラネバダ・ビッグホーン・シープが好む場所であるが、現在ではタイオガ・パス付近に少数いるだけである。
高度を問わず、草地（メドウ）は野生動物の重要な生息地となっている。草や水を求めて動物が集まり、更にその動物を捕食する動物が集まっている。草地と森林が接する地帯も、草をはむ開けた場所と身を守る場所の両方があることから、多くの動物が好んで集まってくる。主に草地に生息する動物には、カラフトフクロウ、メジロハエトリ、ヨセミテヒキガエル（ヒキガエル属）、ヤマビーバーがある。ほかにはシエラネバダキアシガエルも見られる。

### 生態系の問題
ヨセミテの豊かな自然にあっても、カリフォルニアヒグマ、カリフォルニアコンドル、ベルモズモドキなどが公園内で絶滅してしまった。また、そのほか37種がカリフォルニア州又は連邦政府の絶滅危惧種に指定されている。最も深刻な問題としては、外来種、大気汚染、生息域の分断、気候変化などがあり、よりミクロの問題としては、自動車事故による轢死や人間の持ち込む食糧による生態系への影響が心配される。

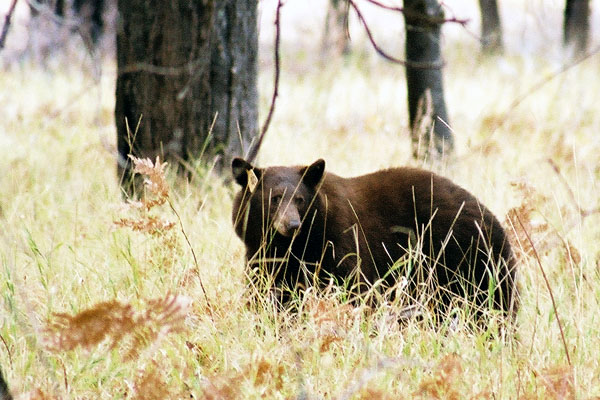
ヨセミテ渓谷のアメリカグマ。耳にタグが付けられている。

ヨセミテの黒い熊、アメリカグマは、園内に駐車した車を壊して中の食物を盗むことで知られるようになった。園内のごみ捨て場に熊が現れ、ごみをあさるのが、一時期観光客の写真撮影スポットになってしまった。熊と人間の遭遇が増え、施設・動産への損害も増えたことから、熊を人間の食糧に依存させることや、熊と人間との関わりをやめようという運動が始まった。開放型のごみ捨て場は閉鎖され、ごみ箱も熊が開けられないものに置き換えられた。キャンプ場には熊が開けられないフード・ロッカーが設けられ、人々が食物を車の中に置きっぱなしにして熊の標的になることがないようにされた（熊には簡単に車を破壊する力がある）。熊が人間に対して攻撃を加えた場合は、その熊を殺さざるを得なくなるので、公園職員は、熊に人間を避ける習慣を付けさせるためにゴム弾を撃って不快な経験をさせるなどの革新的な方法を編み出してきた。今日、年に約30頭の熊が一時捕獲されて耳タグを付けられ、DNAサンプルが採取されている。これは、問題が起きた場合、どの熊によるものかを判断することができるようにするためである。

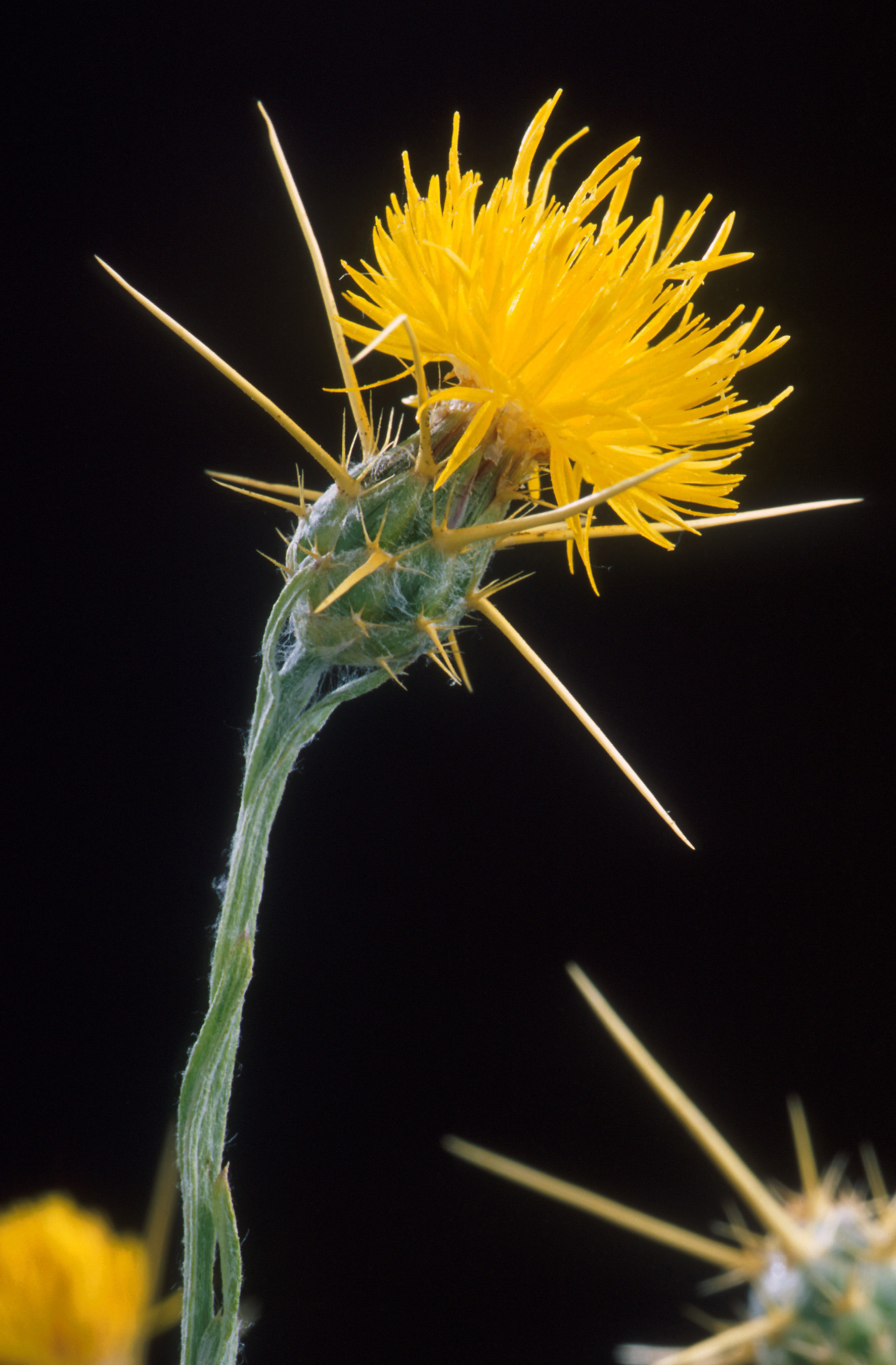
イガヤグルマギクなどは、ヨセミテの在来種にとっての脅威となっている。

オゾンの増加による汚染は、ジャイアントセコイアの樹木組織を傷つけ、昆虫の侵入や病気への抵抗力を落とす原因となっている。また、ジャイアントセコイアの松かさは、発芽するために火で焼かれた土壌が必要であるが、従来からとられていた山火事の抑制策により、その繁殖能力が落ちている。現在は意図的な野焼きが行われており、この問題の改善が期待されている。
ヨセミテ国立公園当局は、公園内に生えている130種を超える外来植物を挙げている。これらの外来種は、1850年代後半に初期のヨーロッパ系入植者が持ち込んだものである。野火事や建物の建設など、自然的要因・人工的要因の双方により、外来種は急激に増加する一方で在来種が減少しつつあり、生態系に大きな変化をもたらしている。一部の外来種は、火事の増加につながったり、土中窒素量を増加させたりして、さらに外来種が繁殖しやすい環境を作り出している。イガヤグルマギク（ヤグルマギク属）など多くの外来種は、長い直根を伸ばし、在来種との水獲得競争を制している。
アメリカオニアザミ（アザミ属）、モウズイカ、セイヨウオトギリは、1940年代から、ヨセミテの有害植物として認識されていた。近年、それに加えて抑制が必要な植物として挙げられているのは、イガヤグルマギク、シナガワハギ、ヒマラヤ・ブラックベリー（キイチゴ属）、キレハブラックベリー（同属）、ツルニチニチソウなどである。なお、1950年代に意図的に導入されたとみられるウシガエルは、2005年以降に駆除したことにより、2019年に景観レベルまでに根絶させたと発表した。他の外来種は野生のシチメンチョウもいる。

## レクリエーション

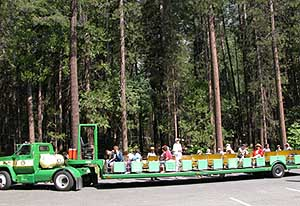
ヨセミテ渓谷を走るトラム（トロッコバス）。

ヨセミテ渓谷は1年を通じて入場可能であるが、公園のその他の部分は晩秋から雪のために閉鎖され、仲春ないし晩春ころに開場する。ヨセミテ渓谷とマリポサ・グローブを回るツアーはいくつもある。ヨセミテ渓谷での散策や滝を巡るハイキング、またマリポサ・グローブ、トゥオルミ・グローブ、マーセド・グローブのジャイアントセコイア林歩きを楽しむ人は多い。また、絶景を見渡せるグレイシャー・ポイントを車やバスツアーで訪れたり、タイオガ・ロードをドライブしてトゥオルミ・メドウズを散策したりする人も多い。
ほとんどの観光客は日帰りで、車で簡単に行けるヨセミテ渓谷の主要ポイントだけを回る人が多い。自動車で園内に入るには35ドル（2018年）の入園料がかかる。園内の交通混雑は、ピークの夏期には大きな問題となっている。ヨセミテ渓谷では年間通して無料のシャトルバスが走っており、職員らは、夏期に駐車場所を確保するのは非常に難しいとして、シャトルバスの利用を呼びかけている。シャトルバスを利用することで環境保護になることをアピールしているが、まだまだ浸透は進んでいない。
ヨセミテ渓谷の自然史・文化史を学ぶことのできる施設として、ヨセミテ渓谷ビジターセンター、その隣のヨセミテ博物館、またハッピー・アイル自然センターなどがある。国定歴史建造物に指定された建造物として、ルコント・メモリアル・ロッジ（ヨセミテで最初の公共のビジターセンター）と、世界的に有名なアワニー・ホテルの二つがある。また、2003年、ロッククライミングの基地として昔から活躍しているキャンプ場「キャンプ4」が、国家歴史登録財に追加された。

### ハイキング
公園内には、総延長1300キロメートルを超える、トレイルと呼ばれるハイキングコースがいくつも走っている。気軽に散策できるコースから、いくつかの山を登っていく体力を要するコース、さらには数日をかけてのバックパッキングが必要なコースもある。バックパッキングには入山許可証が必要であり頻繁にレンジャーがチェックしている。
公園は、大きく次の五つのセクションに分けることができる。
- ヨセミテ渓谷
- ワウォナ、マリポサ・グローブ、グレイシャー・ポイント
- トゥオルミ・メドウズ
- ヘッチ・ヘッチー渓谷
- クレイン・フラット、ホワイト・ウルフ

各トレイルについて紹介した書籍は数多く出ているほか、ヨセミテ内の国立公園局の窓口で情報を無料で手に入れることができる。職員ら（パーク・レンジャーと呼ばれる）は、公園内のヨセミテ渓谷以外の場所も訪れることを勧めている。
晩春から初秋にかけては、公園の大半の場所で、数日をかけてのバックパッキングが可能である。1泊以上の行程の場合は、自然保護区の入域許可が必要であるほか、熊対策のされた食料ケースの携帯が必要とされる。

### ドライブ

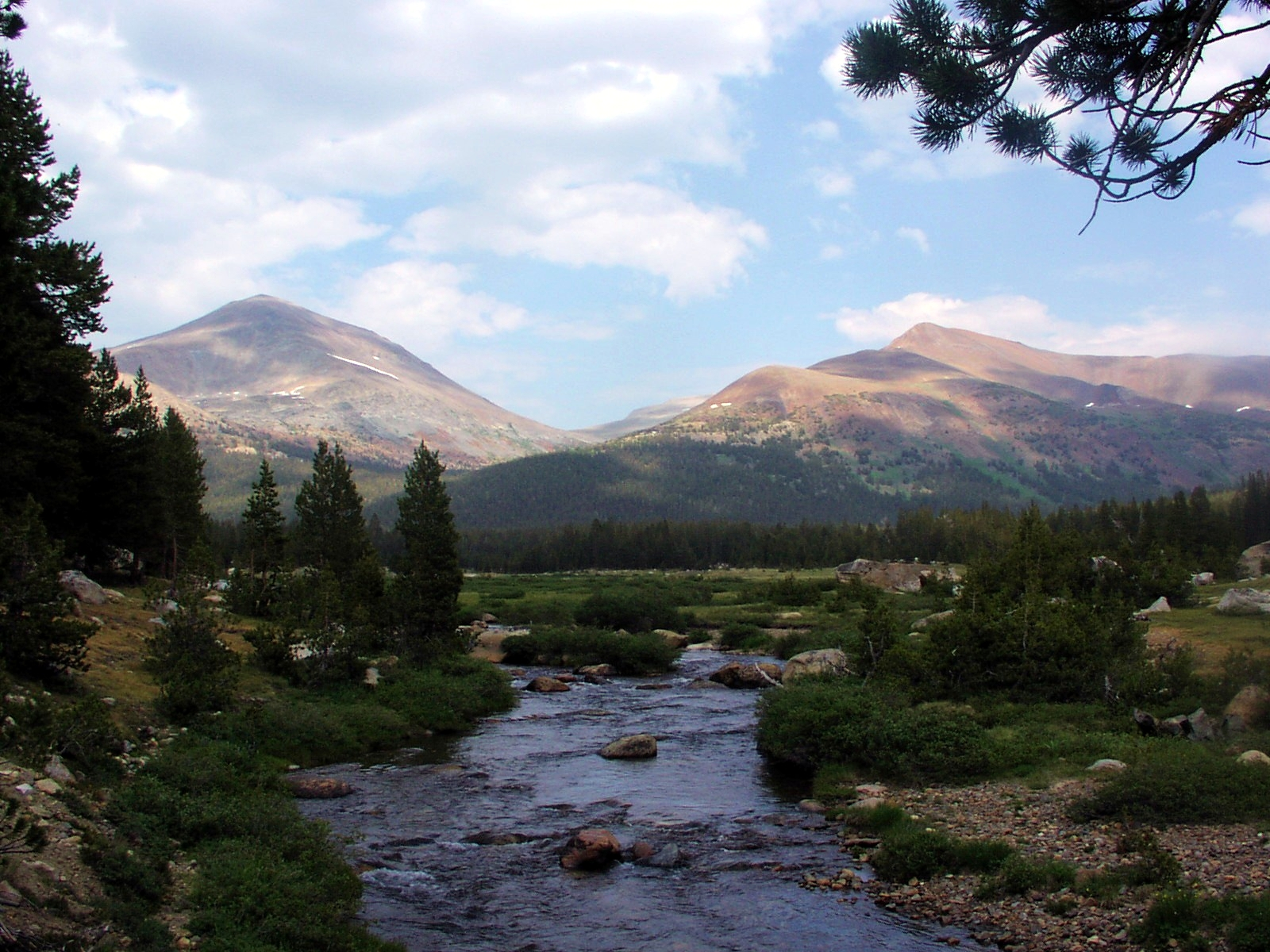
タイオガ・ロードの入口近く、トゥオルミ川のダナ支流。

足を使わなければ行けない場所が多い一方で、車で訪れることのできる名所もある。車で行けば、キャンプ場やロッジ以外の場所で夜空を楽しむことができる。ヨセミテ内の道路はどれも素晴らしい眺めだが、最も有名なのがタイオガ・ロードであり、通常、5月末ないし6月初めから、11月までの間開通している。
自転車は、ヨセミテ渓谷内の舗装された自転車道（19キロメートル）と、一般道路を走行することができる。トレイル外の走行、山道の走行は認められていない。

### クライミング
ヨセミテはロッククライミングの名所でもある。
雪のない時期は、3メートル程度の岩から、1000メートルに及ぶエル・キャピタンの岩壁に至るまで、クライミングを楽しむことができる。各種団体によってクライミング講座も開かれている。

### ウィンタースポーツ

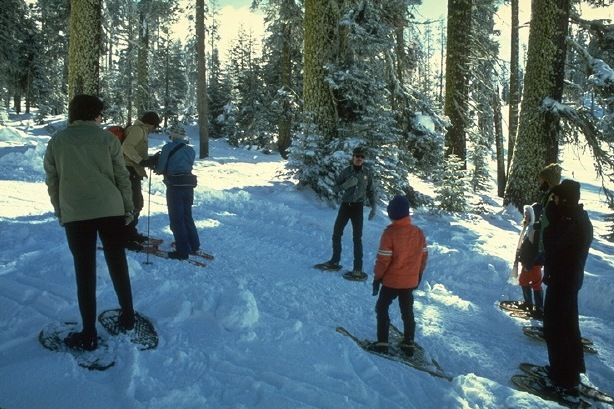
公園のレンジャーが指導するスノーシューでの雪歩き。

公園内の道路は、冬季は雪のため多くが閉鎖されるが、ヨセミテ渓谷は年間通じて開いている。バジャー・パス・スキー・エリアは、ロッキー山脈以西で最も古いダウンヒル（滑降）のスポットであり、12月半ばから4月初めまで利用できる。
また、多くの場所でクロスカントリースキーやスノーシューイングが楽しめ、いくつかのスキー小屋も開いている。1泊以上のスキーで野山に入る場合は、許可が必要である。

## 世界遺産

### 登録基準
この世界遺産は世界遺産登録基準のうち、以下の条件を満たし、登録された（以下の基準は世界遺産センター公表の登録基準からの翻訳、引用である）。
- (7) ひときわすぐれた自然美及び美的な重要性をもつ最高の自然現象または地域を含むもの。
- (8) 地球の歴史上の主要な段階を示す顕著な見本であるもの。これには生物の記録、地形の発達における重要な地学的進行過程、重要な地形的特性、自然地理的特性などが含まれる。